# Zouheir Elgraoui
Zouheir Elgraoui (* 1. Juli 1994 in Casablanca) ist ein marokkanischer Volleyball- und Beachvolleyballspieler. Er ist amtierender Afrikameister im Sand (Stand: Juni 2024) und gewann diesen Titel bereits drei Mal.

## Karriere

### Karriere Halle
Mit dem Tihad Sportif Club siegte der Außenangreifer 2012 in der marokkanischen Meisterschaft. Nach einem zweijährigen Intermezzo in Katar bei Al Khor S.C. stand Elgraoui ab 2016 beim Asswehly Sports Club unter Vertrag und wurde mit dem Verein in der ersten Saison libyscher Pokalsieger und Vizemeister und eine Spielzeit später Meister und Pokalfinalist. Im Anschluss wechselte der Marokkaner nach Frankreich zu Stade Poitevin Volley-Beach und erreichte mit dem Sportclub 2019 das Halbfinale im Challenge Cup sowie den französischen Pokalsieg. Danach wechselte Zouheir Elgraoui innerhalb des westeuropäischen Landes zu Tours Volley-Ball. Mit seinem neuen Team erkämpfte er 2022 die französische Vizemeisterschaft und stand im CEV–Pokalfinale. Inzwischen baggert und schmettert der Außenangreifer für den polnischen Volleyballverein Stahl Nisa (Stand Juni 2024).

### Karriere Beach
Bei der Olympiaqualifikation 2016 in Sochi blieben Zouheir Elgraoui und Mohamed Abicha erfolglos. In der nächsten Saison standen sie im Semifinale des Ein-Stern-Events in Agadir. Kurz zuvor hatten sie zum ersten Mal die afrikanische Beachvolleyballmeisterschaft gewonnen und erfolglos an der WM teilgenommen. Zwei Jahre später gelang die Titelverteidigung bei den Kontinentalmeisterschaften. Bei der Weltmeisterschaft in Hamburg lief es wieder nicht so gut. Die Marokkaner blieben satz- und sieglos. Bei den All African Games ging es dagegen bis ins Endspiel. Von Mai bis September der Saison standen die beiden bei acht Wettbewerben auf der obersten Stufe des Podiums. Dies gelang ihnen jedoch nicht bei den Olympischen Spielen 2021. Auch dort konnten sie keinen Satz gewinnen.
Ein Jahr später zogen der in der größten Stadt Marokkos geborene Sportler und sein zweiundvierzigjähriger Partner ins Achtelfinale des Challenge-Events in Agadir ein und erkämpften anschließend die dritte kontinentale Meisterschaft in Folge. Danach begann eine Serie von acht Turniersiegen bei nationalen Veranstaltungen. Nach weiteren Podestplätzen sicherten der inzwischen vierundvierzigjährige Abicha und Zouheir Elgraoui im Juni 2024 als AVC Continental Cup Finalsieger ihrem Heimatland einen Startplatz bei den Olympischen Spielen in Paris. In Paris blieben die beiden wie auch schon bei den Spielen zuvor satz– und sieglos. Das täuscht etwas darüber hinweg, dass es bei zwei von drei Gegnern in der Vorrunde jeweils einen Satz gab, der zum Schluss sehr eng war. So stand es im Spiel gegen die damaligen Weltranglistenzweiten George / André im ersten Durchgang zwischenzeitlich 19:19, ehe eine erfolgreiche Challenge der Brasilianer zum 20:18 und letztendlich zum Satzgewinn führte. Gegen Partain / Benesh dauerte es hingegen im zweiten Satz bis zum 28:26, bevor die US-Amerikaner das Spiel endgültig für sich entscheiden konnten.

## Auszeichnungen
- 2020: Bester Außenangreifer der französischen Liga
- 2021: Bester Annahmespieler Afrikameisterschaft